# 고바라 쇼고
고바라 쇼고(일본어: 小原 章吾, 1982년 11월 2일 ~ )는 일본의 전 축구 선수이다.

## 구단 경력
과거 요코하마 F. 마리노스, 베갈타 센다이, 몬테디오 야마가타, 에히메 FC, 아비스파 후쿠오카에서 활동하였다.